# Martelu (Sibolangit)
Martelu is een bestuurslaag in het regentschap Deli Serdang van de provincie Noord-Sumatra, Indonesië. Martelu telt 320 inwoners (volkstelling 2010).